# Cantaloupe

Cantaloupes

De cantaloupe is een variëteit van Cucumis melo, een soort in de familie Cucurbitaceae. Cantaloupes verschillen in gewicht van 500 g tot 5 kg. Oorspronkelijk verwees cantaloupe alleen naar de gladde meloenen uit Europa met oranje vlees. Tegenwoordig wordt er elke soort meloen met oranje vlees mee aangeduid. Cantaloupe is de populairste meloensoort in de Verenigde Staten.

## Etymologie
De naam is afkomstig van het Italiaanse woord Cantalupo, wat eerst een berucht stuk land van de paus was in de buurt van Rome. Het verhaal wil dat dit de plek is waar hij voor het eerst werd verbouwd in Europa, nadat hij geïntroduceerd was door het oude Armenië. De cantaloupe werd in 1739 voor het eerst beschreven in het boek The Gardeners Dictionary Vol. II, geschreven door de Schotse tuinier Philip Miller (1691-1771).

## Afkomst
De cantaloupe is afkomstig uit Iran, India en Afrika. Hij werd in Iran ongeveer 5000 jaar geleden voor het eerst verbouwd, in Griekenland en Egypte ongeveer 4000 jaar geleden.

## Cantaloupes per regio
De Europese cantaloupe is licht geribbeld met een grijs-groene huid die daarmee totaal anders is dan de Noord-Amerikaanse cantaloupe.
De Noord-Amerikaanse cantaloupe, veel voorkomend in Amerika, Mexico en in sommige delen van Canada, is eigenlijk een meloen, een variant van de Cucumis melo en heeft een huid die veel lijkt op een net. De meloen is rond en bestaat uit sterk, oranje, lichtzoet vlees en een dunne laag van lichtbruin schors. Er bestaan verschillende soorten met roder en geler vlees, maar deze komen niet veel voor op de markt van de VS.

## Productie en gebruik
Omdat ze afkomstig zijn van tropische planten en voornamelijk een hoge temperatuur nodig hebben om te groeien gedurende een redelijk lange periode, worden cantaloupes die verbouwd worden in gematigde klimaten meestal eerst 14 dagen of langer binnen opgekweekt voordat ze naar buiten worden verplaatst.
Cantaloupes worden vaak geplukt en getransporteerd voordat ze helemaal rijp zijn. Tijdens het verbouwen worden ook methodes toegepast, zoals een behandeling met natriumhypochloriet of bleek om schimmel en Salmonella groei te voorkomen. Deze behandeling, omdat hij het aroma van de meloen kan verderven, maakt het moeilijk voor verkopers om te oordelen over de relatieve kwaliteit van de verschillende cantaloupes.
Cantaloupe wordt normaal gegeten als een vers fruit, als een salade, of als dessert met ijs of vla. Meloenstukjes omwikkeld in prosciutto zijn een bekende antipasto.
Omdat het oppervlak van de cantaloupe veel schadelijke bacteriën bevat - voornamelijk Salmonella - is het altijd een goed idee om de meloen te wassen en te schrobben voor snijden en consumptie. De meloen mag maximaal 3 dagen in de koelkast blijven na het snijden om een te groot risico op Salmonella en andere bacteriën te voorkomen.
Een beschimmelde cantaloupe op een markt in Peoria, Illinois in 1943 bleek de beste kwaliteit van penicilline te bevatten na een wereldwijd onderzoek.